# Pluto går i sömnen
Pluto går i sömnen (även Pluto sömngångaren) (engelska: The Sleepwalker) är en amerikansk animerad kortfilm med Pluto från 1942.

## Handling
Pluto går i sömnen och ger sitt kött till hundflickan Dinah utan att veta om det, och när han vaknar tror han att hon har stulit benet. Detta gör honom så arg att han förstör Dinahs hundkoja, men får dåligt samvete när han ser att hon har hundvalpar.

## Om filmen
Filmen är den sista från Disney som innehåller musik komponerad av Leigh Harline, då denne gick över till att arbeta för Columbia Pictures istället.

### Svenska visningar
Filmen hade svensk premiär den 14 augusti 1944 på biografen Spegeln i Stockholm.
1982 visades filmen som ett inslag i Kalle Anka och hans vänner önskar God Jul. Följande år visades filmen igen som extrainsatt inslag efter programmet.

## Rollista
- Pinto Colvig – Pluto[4]